# روح خلية النحل
روح خلية النحل (بالإسبانية: El espíritu de la colmena)‏ هو فيلم دراما إسباني من كتابة وإخراج فيكتور إريثيه سنة 1973.
يعتبر أحد أعظم الأفلام الإسبانية.
يُصوّر الفيلم قرية إسبانية معزولة خلال سنة 1940، أي بعد عام واحد من انتهاء الحرب الأهلية الإسبانية.

## روابط خارجية
- روح خلية النحل على موقع IMDb (الإنجليزية)
- روح خلية النحل على موقع ميتاكريتيك (الإنجليزية)
- روح خلية النحل على موقع روتن توميتوز (الإنجليزية)
- روح خلية النحل على موقع نتفليكس (الإنجليزية)
- روح خلية النحل على موقع ألو سيني (الفرنسية)
- روح خلية النحل على موقع Turner Classic Movies (الإنجليزية)
- روح خلية النحل على موقع أول موفي (الإنجليزية)
- روح خلية النحل على موقع فيلمافينيتي (الإسبانية)
- روح خلية النحل على موقع قاعدة بيانات الأفلام السويدية (السويدية)
- روح خلية النحل على موقع قاعدة بيانات الفيلم (الإنجليزية)
- «روح خلية النحل».. إسبانيا بعد الحرب الأهلية في عيون طفلة